# 瓦爾莫拉 (新墨西哥州)
瓦爾莫拉（英語：Valmora）是位於美國新墨西哥州莫拉縣的非建制地區。

## 歷史
瓦爾莫拉的郵局於1916年設立，其後於1986年停運。

## 地理
瓦爾莫拉所處的海拔為高於海平面1938米（即6358英呎），而該地所採用的時區為UTC-7，即北美山地时区（MST）。同時該地設有夏令時間，為UTC-7調快一小時，即UTC-6（MDT）。